# 倪小庭
倪小庭（1947年—），汉族，中华人民共和国政治人物、第十一届全国政协委员。
加入中国共产党，担任国有重点大型企业监事会主席。2008年，当选第十一届全国政协委员，代表中华全国总工会，分入第十八组。